# A Kalabanda Ate My Homework
A Kalabanda Ate My Homework là một bộ phim hoạt hình ngắn của Uganda do Robin Malinga tạo ra và được đạo diễn bởi người anh em cùng huyết thống của anh là Raymond Malinga. Phim có sự tham gia của Martha Kay, Faith Kisa cùng Patrick Salvador Idringi và Daniel Omara. Bộ phim kể về câu chuyện của Tendo, một học sinh tiểu học đến trường mà không có bài tập về nhà và khi được hỏi tại sao cô ấy không làm bài tập về nhà, cô ấy đưa ra lý do rằng một Kalabanda (một sinh vật thần thoại) đã ăn bài tập của cô ấy.

## Diễn viên
- Patrick Salvador Idringi trong vai Kalabanda
- Martha Kay trong vai Tendo
- Faith Kisa trong vai Amiya
- Daniel Omara trong vai Mr. Oketch
- Kasaija Peter
- Seguja Derrick

## Đón nhận
Bộ phim được đón nhận tích cực và kể từ khi phát hành đã được chọn tham dự một số liên hoan, được đề cử giải thưởng và giành được một số giải. Phim đã được chọn và trình chiếu tại Liên hoan nghệ thuật Reanimania ở Yerevan, Armenia, liên hoan phim Bờ Biển Ngà, nơi nó giành được giải thưởng cho phim hoạt hình hay nhất, Liên hoan phim châu Phi, Liên hoan phim châu Phi Silcon Valley và cũng nhận được đề cử tại năm 2017 Giải thưởng Liên hoan phim Uganda.
Năm 2018, Kalabanda đã giành được giải thưởng "Phim hoạt hình sinh vật xuất sắc nhất" tại Liên hoan phim Quốc tế châu Phi ở Lagos, Nigeria.